# Општина Глогова (Горж)
Глогова (рум. Glogova) општина је у Румунији у округу Горж.
Oпштина се налази на надморској висини од 228 m.